# チッソ
チッソ株式会社（英: CHISSO CORPORATION）は、明治後期に創業し、第二次世界大戦をはさみ発展した日本の化学工業メーカー。熊本県水俣市を中心として八代海沿岸地域で発生した水俣病の原因を作った。2011年3月31日をもって事業部門を中核子会社のJNC株式会社に移管し、水俣病の補償業務を専業とした事業持株会社となっている。
登記上の本店を大阪市北区中之島に、本社を東京都千代田区大手町に置く。
旭化成、積水化学工業、積水ハウス、信越化学工業、センコーグループホールディングス、日本ガスなどの母体企業でもある。
主な子会社・関連会社として、JNC、JNC石油化学（旧：チッソ石油化学）（事業所：千葉県市原市）、九州化学工業（工場：福岡県北九州市）、JNCファイバーズ（旧：チッソポリプロ繊維・事業所：滋賀県守山市）や、ポリプロピレン事業合弁会社の日本ポリプロなどがある。また、日本国内の合弁相手に吉野石膏や同社と同根である旭化成がある。

## 有していた事業部門
液晶事業において、ドイツのメルク社と並び世界のトップシェアを誇り事業の柱としていた。バイオテクノロジー・電子部品部門も展開する一方、旧来からの肥料事業・農事産業部門も継続していた。石油化学部門では、三菱化学の石化セグメント子会社、日本ポリケムとのポリプロ事業統合などで、事業のさらなる展開を図っていた。

## 沿革
- 1906年 - 下谷銀行支配人・千沢平三郎の出資[10]により曾木電気株式会社設立。資本金20万円。社長は野口遵。鹿児島県伊佐郡。
- 1907年 - 日本カーバイド商会設立。
- 1908年 - 曾木電気株式会社と日本カーバイド商会が合併し、商号を日本窒素肥料株式会社に変更。
- 1923年 - 延岡工場完成。
- 1927年 - 朝鮮窒素肥料株式会社設立。
- 1931年 - 延岡アンモニア絹絲株式会社設立。社長は野口遵。本店は大阪市北区宗是町。
- 1950年1月12日、日本窒素肥料株式会社は、企業再建整備法に基づき、新日本窒素肥料株式会社（新日窒）として再発足（資本金4億円）[11]。本社は東京都千代田区。
- 1956年 - 日窒アセテート株式会社設立。水俣病患者の公式確認。
- 1958年
  - 日窒電子化学株式会社設立。
  - 新日本窒素肥料社長に吉岡喜一が就任[12]。
- 1960年 - 九州化学工業株式会社設立。
- 1961年8月9日 - 水俣工場でタンクが爆発する事故。死者・行方不明者12人[13]。
- 1962年 - チッソ石油化学株式会社設立。
- 1965年1月1日 - 商号をチッソ株式会社に変更。
- 1970年 - 水島工場竣工。
- 2011年1月12日 - 製造販売等の事業分割先としてJNC株式会社を設立。

## 歴代社長
曾木電気〜日本窒素肥料
野口遵ほか
新日本窒素肥料～チッソ
| 氏名       | 就任年月日                 | 退任年月日                 |
| ---------- | -------------------------- | -------------------------- |
| 白石宗城   | 1951年（昭和26年）7月      | 1958年（昭和33年）         |
| 吉岡喜一   | 1958年（昭和33年）         | 1964年（昭和39年）         |
| 江頭豊     | 1964年（昭和39年）12月     | 1971年（昭和46年）7月27日  |
| 島田賢一   | 1971年（昭和46年）7月27日  | 1977年（昭和52年）6月      |
| 野木貞雄   | 1977年（昭和52年）         | 1993年（平成5年）          |
| 後藤舜吉   | 1993年（平成5年）6月       | 2003年（平成15年）6月      |
| 岡田俊一   | 2003年（平成15年）6月      | 2011年（平成23年）6月29日  |
| 森田美智男 | 2011年（平成23年）6月29日  | 2017年（平成29年）6月26日  |
| 後藤舜吉   | 2017年（平成29年）6月29日  | 2018年（平成30年）12月21日 |
| 木庭竜一   | 2018年（平成30年）12月21日 | 2024年（令和6年）6月27日   |
| 山田敬三   | 2024年（令和6年）6月27日   | 現職                       |

## 水俣病
1932年からチッソの水俣工場が触媒として使用した無機水銀の副生成物であるメチル水銀を含んだ廃液を海に無処理でたれ流したため、水俣病を引き起こした。1960年代に電気化学から石油化学への転換が遅れたことに加え、1962年7月から翌1963年1月まで続いた労働争議の影響で製品の販路を失うなど経営状態が悪化し、1965年には無配になった。水俣病裁判での敗訴後は被害者への賠償金支払い、第一次オイルショックなどにより経営がさらに悪化。債務超過・無配継続により1978年に上場を廃止した。その後株式は店頭管理銘柄（のちにグリーンシートの「オーディナリー」区分に編入）となり、制約つきで流通していた（株式の取り扱いはみずほ証券のみが認められている。グリーンシートが廃止された2018年4月1日以後は、同社が設置する株主コミュニティに参加することで売買できる）。
2009年3月に到り、「水俣病被害者の救済及び水俣病問題の解決に関する特別措置法」（以下特措法）が衆議院に提出され、7月8日に国会で成立した。この救済は、2010年5月から2012年7月まで申請を受け付け、2014年8月29日にその判定が完了し、該当と判断された被害者に一時金支払いが2010年10月から実施されている。

### 水俣病関連
- 少なくとも1953年頃より、水俣湾周辺の漁村地区などで猫などの不審死が多数発生し、同時に特異な神経症状を呈して死亡する住民がみられるようになった。
- 1956年5月1日、新日本窒素肥料水俣工場附属病院長の細川一は、新奇な疾患が多発していることに気付き、「原因不明の中枢神経疾患」として5例の患者を水俣保健所に報告した。これが後に水俣病の最初の公式認定となる[19][20]。当時の社長は白石宗城。戦後復興期でアセトアルデヒド生産が激増。1951年社長就任以来、猫など動物の狂死、漁獲の激減、水俣病の発生、患者の公式確認となったが、その後も量産体制継続。1958年、社長は吉岡喜一に交替。
- 後年、1951年のチッソでのアセトアルデヒド生産方法の変更が、水俣病発生の要因との研究結果が公表。
- 1959年7月22日、熊本大学医学部水俣病研究班が水俣病の原因物質は有機水銀であると公表した[21][22]。
- 1970年11月28日、株主総会を大阪厚生年金会館（現・オリックス劇場）で開催。会場正面入口近くに配置された特別防衛保障の警備員により、株式を取得して総会に出席しようとする水俣病患者・家族・支援者（1株株主）の入場を妨害した。会場に入場できた1株株主の発言も総会屋の野次で妨害した。総会は5分で閉会した[23][24][25][26]が、続く株主懇談会では一株株主らの抗議の中、江頭社長が引きずりだされステージの床に正座させられ「わび状」を読まされる場面もあった[27]。総会前の11月13日、「一株運動」について、当時のチッソ専務は「株主総会に出席する趣旨が反体制運動とか政治的なことだったら違った方法をとらざるを得ない」「一株運動を封じるために総会屋を雇うようなことはしない」と発言していた[28]。

- 1976年5月4日、熊本地方検察庁が、社長の吉岡喜一と元工場長の西田栄一を7人の被害者（当時6人死亡・1人生存）に対する業務上過失致死傷罪で熊本地方裁判所に起訴した[29]。事件は2人が1958年から1960年までに工業廃水を水俣川河口海域に排出し、7人を水俣病に罹患させたこととされた。裁判での最大の争点は公訴時効であり、胎児に対する傷害を含め公訴時効の起算点について争点となった。
1979年3月22日、熊本地裁は、2人の被害者に対する業務上過失致死傷罪を認めた上で5人の被害者に対する業務上過失致死傷罪については公訴時効が成立するとして免訴とし、2人の被告に禁固2年執行猶予3年の有罪判決を言い渡した。1988年に最高裁は観念的競合における公訴時効期間の算定について本件では全部を一体として観察すべきものと解するのが相当として、7人の被害者について業務上過失致死傷罪を認めた上で有罪判決が確定した。
- 1972年1月7日、水俣病の患者・その家族らが、マスコミ関係者ら（写真家のユージン・スミスを含む）を伴って千葉県市原市五井にある五井工場を訪問した際、企業側労働組合の組合員から殴る蹴るの暴行を受けたとされるが、本件について刑事責任を問われた者はいない。

## 脚註
1. ↑  2021年3月期有価証券報告書 - チッソ株式会社 2021年6月29日
2. ↑  上場廃止当時は店頭管理銘柄
3. 1 2 3 4 5 6 7 8 9 10 11  チッソ株式会社『第期（自 2023年4月1日 - 至 2024年3月31日）有価証券報告書』（レポート）2024年6月27日。
4. ↑  チッソ株式会社 定款 第1章第1条
5. ↑  チッソとは - コトバンク
6. ↑  “熊本日日新聞1968年9月26日「水俣病の原因は廃液、厚生省の見解原文　企業の責任を明示／救済制度を早急に確立」”. 新聞記事見出しによる水俣病関係年表1956-1971.   熊本大学附属図書館. 2021年9月16日閲覧。
7. ↑  “水俣病　国が公害病と認定”.   NHK放送史. 2021年9月17日閲覧。
8. ↑  熊本水俣病第一次訴訟判決、熊本地方裁判所昭和48年3月20日。
9. ↑  会社案内｜チッソ株式会社
10. ↑  柴村羊五『起業の人野口遵伝：電力・化学工業のパイオニア』有斐閣、1981年11月、45-46頁。NDLJP:12189919/30。
11. ↑  水俣病関連 詳細年表一般財団法人水俣病センター相思社
12. ↑  吉岡 喜一とは - コトバンク
13. ↑  日外アソシエーツ編集部 編『日本災害史事典 1868-2009』日外アソシエーツ、2010年9月27日、154頁。ISBN 9784816922749。
14. ↑  “熊本日日新聞1971年7月28日「チッソ社長に島田氏就任　江頭氏は会長に」”. 新聞記事見出しによる水俣病関係年表1956-1971.   熊本大学附属図書館. 2021年9月23日閲覧。
15. ↑  “【新社長】チッソ　後藤舜吉氏”. SankeiBiz. (2017年5月13日) 2021年9月23日閲覧。
16. ↑  役員人事について（お知らせ） 2017年05月12日チッソ株式会社
17. ↑  “チッソ後藤社長が辞任　「水俣病救済終了」発言で物議”. 西日本新聞. (2018年12月22日) 2021年9月23日閲覧。
18. ↑  水俣病の発生について 1－3 原因について - 水俣病資料館
19. ↑  池田光穂「研究史 で追いかける水俣病事件」熊本大学附属国際人文社会科学研究センター
20. ↑  “水俣病の発生・症候”.   熊本県ホームページ (2021年1月15日). 2021年9月16日閲覧。
21. ↑  “熊本日日新聞1959年7月23日「有機水銀の中毒、水俣病の原因　尿や魚介から検出、熊大研究班、全員一致して発表」”. 新聞記事見出しによる水俣病関係年表1956-1971.   熊本大学附属図書館. 2021年9月16日閲覧。
22. ↑  田㞍雅美 (2015年10月15日). “第14期 水俣学講義4回目 「胎児性・小児性水俣病患者 放置された人々」”.   熊本学園大学 水俣学研究センター. 2021年9月15日閲覧。
23. ↑  現代の映像　チッソ株主総会 NHK 1970年12月4日放送（NHK番組公開ライブラリーで視聴可能）
24. ↑  ドキュメンタリー「水俣－患者さんとその世界」 土本典昭監督、1971年、東プロダクション
25. ↑  Kaplan, D. E., Dubro, A. (2003) Yakuza: Japan's Criminal Underworld. (University of California Press ISBN 0520215621) pp 164-168. (Google Books preview)（日本語訳「ヤクザが消滅しない理由。」不空社、2003年12月 ISBN 4900138762）
26. ↑  1970年「新聞記事見出しによる水俣病関係年表1956-1971」熊本大学図書館、及びリンク先の切り抜き参照。
27. ↑  水俣病患者ら社長包囲 土下座でわび状読ます チッソ総会『朝日新聞』1970年（昭和45年）11月28日夕刊 3版 11面
28. ↑  "ご意見は承ります"/"一株運動"でチッソ専務語る/株主としてなら歓迎/会場変更、総会屋考えぬ/政治的意図には別の方法も 熊本日日新聞 1970年11月14日
29. ↑  水俣病関連 詳細年表一般財団法人水俣病センター相思社